# Pedro Fernández

Pedro Fernández  (Guadalajara, Jalisco, Mexikó, 1969. szeptember 28. –) mexikói énekes és színész.

## Élete és pályafutása
Karrierjét 1979-ben kezdte tízéves korában. Legelső telenovellaszerepét 1985-ben kapta a Juana Iris című telenovellában. Egyik legfontosabb szerepe Rafael Medina a Hasta que el dinero nos separe című telenovellából.
Három gyermeke van.

## Diszkográfia
- 1979: La nina de la  Mochila Azul
- 1989: Vicio
- 1990: Por Un Amigo Más
- 1991: Muñecos De Papel
- 1993: Lo Mucho Que Te Quiero
- 1994: Mi Forma De Sentir
- 1995: Pedro Fernández
- 1996: Deseos y Delirios
- 1997: Un Mundo Raro
- 1997: Tributo a Jose Alfredo Jimenez
- 1998: Aventurero
- 2000: Yo No Fuí
- 2001: Mi Cariño
- 2002: De Corazón
- 2006: Escúchame
- 2008: Dime Mi Amo
- 2009: Amarte a la Antigua
- 2010: Hasta Que el Dinero Nos Separe
- 2012: No Que No

## Filmográfia

### Telenovellák
- Hasta el fin del mundo (2014).... José Luis "Chava" Ramirez / Salvador Cruz (1)
- Cachito de cielo (2012).... Salvador "Chava" Santillán atya (Cachito)
- Hasta que el dinero nos separe (2009-2010) .... Rafael Medina Núñez
- Buscando el paraíso (1993-1994) .... Julio
- Alcanzar una estrella II (1991) .... Jorge Puente
- Tal como somos (1987) .... Valerio Cisneros
- Juana Iris (1985) .... Juan Bernardo

### Filmek
- Derecho de Asilo (1993)
- Las Mil y Una Aventuras del Metro (1993)
- El ganador (1992)
- Comando de federales II (1992)
- Crónica de un crimen (1992)
- Vacaciones de terror II (1991)
- Trampa Infernal (1990)
- Un corazón para dos (1990)
- Pánico en la montaña (1989)
- Vacaciones de terror (1989)
- Había una vez una estrella (1989)
- Un sábado más (1985)
- Delincuente (1984)
- Coqueta (1984)
- La niña de los hoyitos (1984)
- Los dos carnales (1983)
- La Mugrosita (1983)
- Niño pobre, niño rico (1983)
- La mugrosita (1982)
- La niña de la mochila azul II (1981)
- Allá en la Plaza Garibaldi (1981)
- Mamá solita (1980)
- El oreja rajada (1980)
- Amigo (1980)
- La niña de la mochila azul (1980)